# Anton Stingl

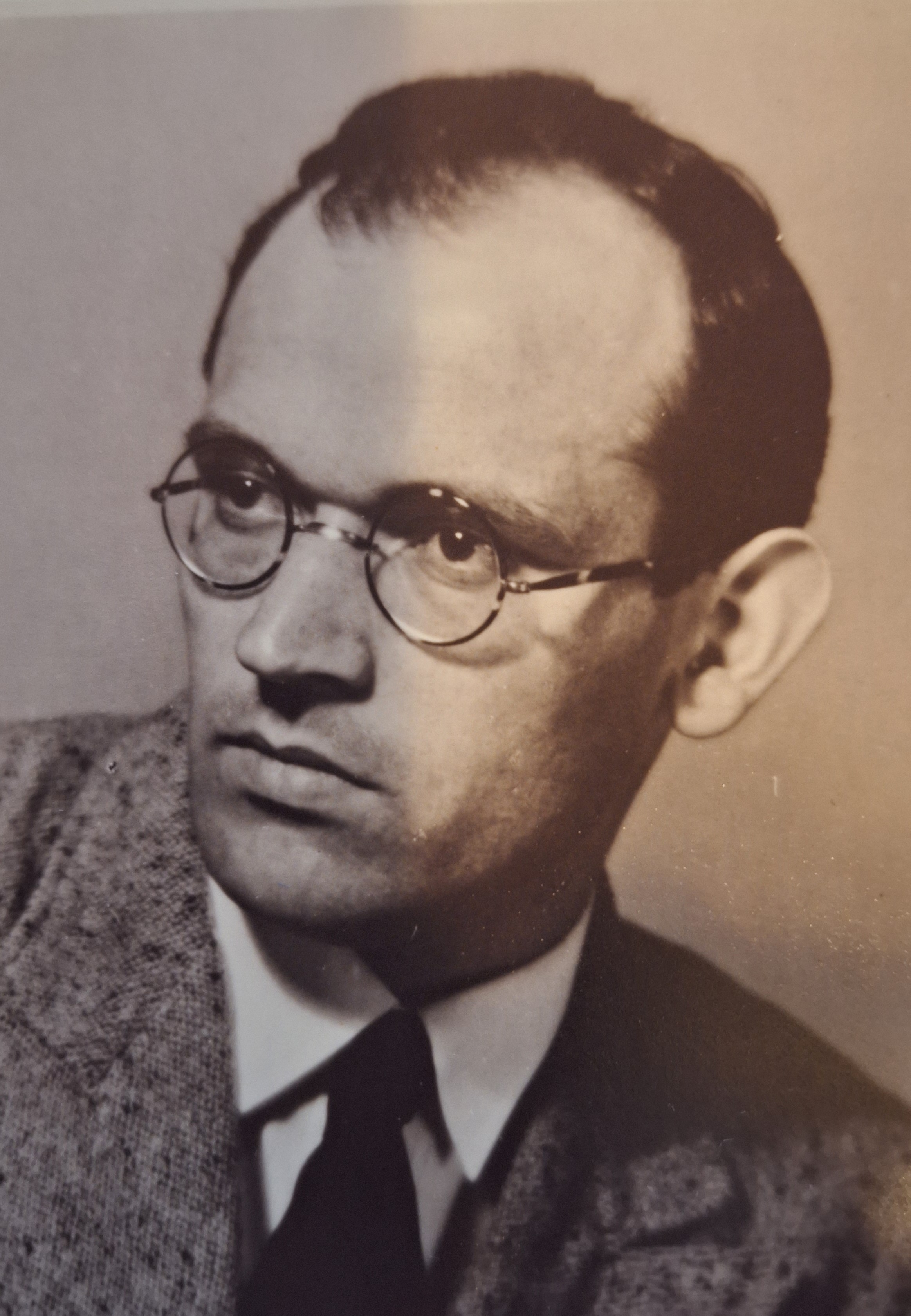
Anton Stingl 1935

Anton Stingl (* 25. Januar 1908 in Konstanz; † 6. April 2000 in Freiburg im Breisgau) war ein deutscher Gitarrist und Gitarrenpädagoge sowie Komponist und Bryologe.

## Leben
Ab 1925 erlernte Anton Stingl, der Sohn eines vom Grabsteinverkauf lebenden Bildhauers, autodidaktisch das Gitarrespiel, zunächst mit den Gitarrelehrwerken von A. Alberto und Heinrich Albert. Nach Abschluss der Oberrealschule in Konstanz, in deren Orchester er Kontrabass gespielt hatte, studierte er von 1927 bis 1932 Mathematik, Physik und Musik in Freiburg und Wien. 1928 begann er Gitarre bei Jakob Ortner an der Wiener Staatsakademie für darstellende Kunst und Musik zu studieren. Sein musiktheoretisches Studium absolvierte er von 1930 bis 1933. Von 1929 bis 1933 gab er erste Gitarren-Konzerte in Konstanz, Freiburg und Umgebung, von 1931 bis 1933 absolvierte er das Lehramtsreferendariat in Freiburg.
Von 1933 bis 1973 unterrichtete er am Kindergärtnerinnen-/Jugendleiterinnenseminar in Freiburg (mit Unterbrechung). Bis 1942 war er Mitglied des Freiburger Kammertrios für Alte Musik, das er als „vierter Mann“ mit der Laute unterstützte. 1934 wurde eines seiner frühen Werke, ein Trio für Geige, Bratsche und Gitarre op. 8, auf Anregung des Komponisten Julius Weismann beim 64. Tonkünstlerfest in Wiesbaden uraufgeführt.
Nach Rückstellung vom Wehrdienst (1940–1942) wegen der Teilnahme an einem Instrumentationskurs in Freiburg, währenddem Orchestervariationen über das Rosamunde-Thema von Franz Schubert entstanden, wurde Stingl 1942 als Funker zur Wehrmacht eingezogen und geriet 1944 in sowjetische Kriegsgefangenschaft. Nach der späten Heimkehr Ende Oktober 1949 nahm der Berliner Gitarrist Bruno Henze sofort Kontakt zu ihm auf. Dies führte zu einer lebenslangen Freundschaft. Stingl unterstützte Henze bei der Herausgabe seines Lehrwerk Das Gitarrespiel und Henze veröffentlichte mit Freude viele Kompositionen Stingls in diesem Lehrwerk und weiteren Einzelausgaben. Auch nahm Stingl seine Unterrichts- und Kompositionstätigkeit wieder auf, ebenso gab er wieder Konzerte.
1952 trat er in das „Kleine Rundfunkorchester“ des Südwestfunks (SWF) unter Willi Stech ein und erwarb sich daneben einen hervorragenden Ruf als Gitarrenpädagoge. 1953 und 1955 begegnete Stingl dem weltbekannten Gitarristen Andrés Segovia. 1955 war er an der, zunächst in Ermangelung eines Gitarristen um ein halbes Jahr verschobenen, Uraufführung von Pierre Boulez’ Le Marteau sans maître beim internationalen Musikfest Baden-Baden beteiligt, die seinen internationalen Ruf begründete, der ihn zu Konzertreisen durch ganz Europa führte. Die Aufführung erschien auch als Schallplatte.
1961 wurde eine erste Solo-Schallplatte mit Gitarrenmusik beim Label Christophorus eingespielt. 1968 begann Stingls Zusammenarbeit mit der ukrainischen Sängerin Oksana Sowiak, die in gemeinsamen Schallplattenaufnahmen (Ukrainische und Polnische Liebeslieder, Yiddish Songs, Deutsche Volkslieder, Passion [spanische und italienische Lieder]) mündete. Für die Cover der späteren CD-Überspielungen steuerte Tomi Ungerer Originalzeichnungen bei. Nach Auflösung des „Kleinen Orchesters“ 1970 wurde er im Sinfonieorchester des Südwestfunks weiterbeschäftigt.
1971 erhielt er einen Lehrauftrag an der Musikhochschule Freiburg, wo er 1976 Professor wurde. 1974 erhielt Stingl das Bundesverdienstkreuz am Bande und begegnete in diesem Jahr auch Julian Bream. 1980/81 musizierte er mit den Freiburger Barocksolisten. Zahlreiche weitere Schallplatten- und CD-Aufnahmen folgen. Seit 1981 ist er Ehrenmitglied der von Jörg Sommermeyer mit Sonja Prunnbauer (* 1948), die 1977 Stingls Nachfolgerin in Freiburg geworden war, und anderen am 27. Juli 1981 als Gitarristische Gesellschaft gegründeten Gitarristischen Vereinigung Freiburg e. V. zur Förderung der Musikkultur um Gitarre und Laute, als deren Mitglieder auch bekannte Musiker wie Mario Sicca (Musikhochschule Stuttgart), Hopkinson Smith, Konrad Ragossnig, Eugen M. Dombois, Konrad Junghänel, Hubert Käppel und Bernard Hebb gewonnen werden konnten. Seit dem 25. Januar 1983 heißt die Vereinigung Internationale Gitarristische Vereinigung Freiburg e. V.
Von 1985 bis 1991 veröffentlichte Stingl mehrere Fachartikel über Moose, insbesondere epiphytische Moose. Nach einer schweren Erkrankung 1991 engagierte er sich in seiner Kirchengemeinde (Hl. Dreifaltigkeit in Freiburg) und unternahm noch im Alter von 91 Jahren eine Pilgerreise nach Santiago de Compostela. Nach kurzer schwerer Krankheit starb Stingl im Frühjahr des Jahres 2000 in Freiburg.

## Werke (Auswahl)
- Choralumspielungen für Gitarre, op. 1, 1928
- Romanze für Violine und Gitarre, op. 2, 1930
- Suite für Gitarre, op. 4, 1931
- Trio für Violine, Bratsche und Gitarre, op. 8, 1932
- Duo für zwei Gitarren, op. 12, 1935
- Suite für Blockflöte und Gitarre, op. 14a, 1936
- Leinewebervariationen für Altblockflöte und Gitarre, op. 14b, 1937
- Sonatine in C-Dur für Altblockflöte und Gitarre, op. 14c, 1937, in: Das Gitarrespiel, Heft 15a, S. 14, Hrsg. Bruno Henze (Friedrich Hofmeister Musikverlag, T 4017, Leipzig 1964)
- Spielvariationen über „Morgen woll'n wir Hafer mähn“ für Gitarre, op. 15 f, in: Das Gitarrespiel, Heft 9 (= Meisterstücke aus fünf Jahrhunderten, Heft 1), Friedrich Hofmeister Musikverlag, FH 3242, Leipzig 1951, ISBN 979-0-2034-3242-5
- Trio für 2 Violinen und Bratsche in d (4 Sätze), op. 18, 1938
- Konzert für Flöte, Oboe, Klarinette und Streichorchester, op. 19, 1939
- Weihnachtskantate (Text: Kurt Heinrich Heizmann) für 2 Singstimmen, Blockflöte in f und Gitarre (Gambe ad libitum), op. 21, 1940
- Quintett G-Dur für Flöte, Klarinette, Horn, Fagott und Gitarre, op. 22, 1941/42
- Das Gleichnis (Kurt Heinz Heizmann) Singstimme und Klavier (Der Baum, der Bach, der Berg), op. 23, 1942
- Spielmusik in C-Dur für 3 Gitarren, op. 24, 1950, in: Das Gitarrespiel, Heft 14 (= Gitarren-Trios aus fünf Jahrhunderten), S. 70, Hrsg. Bruno Henze (Friedrich Hofmeister Musikverlag, T 4014, Leipzig 1954), ISBN 979-0-20344014-7
- Suite in C-Dur für 2 Gitarren, op. 26, 1949
- „Es steht ein Lind' in jenem Tal“ (Kantate für Soli, Chor und Volksinstrumentenorchester), op. 31, 1951
- Missa gregoriana (3-stimmiger gemischter Chor), op. 33, 1951/52
- Psalm „Lobe den Herrn meine Seele“, op. 35, 1954
- 30 Lehrstücke für Gitarre, op. 38, 1955
- Wo bleibt der Trost der ganzen Welt (Novalis): Advents-Kantate für 3 gleiche Stimmen mit Orff-Instrumenten, op. 39, 1956
- Notturno für Gitarre, op. 41, 1957
- Johann Sebastian Bach – Lautenmusik, alte Lautenmusik für Gitarre bearbeitet, Leipzig 1957
- Felix Mendelssohn Bartholdy – 6 Lieder ohne Worte. Für Gitarre bearbeitet. Schott, Mainz (= Gitarren-Archiv. Band 453)
- Duo II für 2 Gitarren, op. 42, 1961/63
- „Die Geschichte vom Kommen des Herrn“: Advents-Kantate für Kinderchor und Orff-Instrumente, op. 43, 1963
- „Studien zum Lagenspiel ohne Lagenwechsel“ in: Gitarrenbuch für Madeleine II, op. 44, 1964
- Gitarrenbuch für Madeleine I, op. 45, 1965
- Gotische Skizzen für Gitarre, op. 47, 1966
- Ukrainische Rhapsodie für Gitarre, op. 52, 1968
- mit Oksana Sowiak: Ukrainische Volksweisen. 17 Volkslieder für Gesang und Gitarre. Schott, Mainz (= Edition Schott. Band 6084).
- Messe für Chor und Gemeinde mit Orff-Instrumenten, op. 53, 1969
- Hymnus für Chor und Gemeinde mit Orff-Instrumenten, op. 54, 1971[9]